# Monte Chilalo
Il Chilalo è una montagna nell'Etiopia, che supera i 4.000 metri. 

## Descrizione
Situata nella zona di Arsi nella regione di Oromia, questa montagna ha un'altitudine di 4.036 metri sul livello del mare. 